# Ehretia uniflora
Ehretia uniflora är en strävbladig växtart som beskrevs av William Roxburgh. Ehretia uniflora ingår i släktet Ehretia och familjen strävbladiga växter. Inga underarter finns listade i Catalogue of Life.